# Il caso Silone
Il caso Silone è un libro in forma di saggio e inchiesta storica di Giuseppe Tamburrano, (con appendice di Gianna Granati), pubblicato nel 2006 da Utet.

## Soggetto
L'autore torna a distanza di cinque anni dalla pubblicazione del suo Processo a Silone, sul caso dello scrittore abruzzese, accusato, ingiustamente a suo dire, di essere stato una spia al soldo della polizia politica fascista. La rivelazione, compiuta sulla base di ricerche d'archivio, da parte dei due ricercatori Dario Biocca e Mauro Canali, suscitò enorme clamore e avviò un dibattito molto acceso.
Il saggio analizza le motivazioni per cui molti giornali si sono accaniti contro Silone, sostenendo che forse il vero "caso" è da ricercarsi proprio in questo interrogativo, piuttosto che sul fatto in sé, cercando di capire criticamente i motivi per cui i mass-media hanno confezionato le notizie in modo arbitrario formando così i giudizi del pubblico sulla vicenda.

## Edizioni
- Giuseppe Tamburrano, Il caso Silone, collana Utet Libreria, Utet, Torino,  pp. 105, cap. 5 (premessa, appendice), ISBN 88-02-07424-0.